# Sielsowiet Łachwa
Sielsowiet Łachwa (biał. Лахвенскі сельсавет; ros. Лахвенский сельсовет) – sielsowiet na Białorusi, w obwodzie brzeskim, w rejonie łuninieckim, z siedzibą w Łachwie.
Według spisu z 2009 sielsowiet Łachwa zamieszkiwało 2861 osób, w tym 2780 Białorusinów (97,17%), 41 Rosjan (1,43%), 31 Ukraińców (1,08%), 3 Mołdawian (0,10%), 2 Polaków (0,07%), 2 osoby innych narodowości i 2 osoby, które nie podały żadnej narodowości.

## Miejscowości
- agromiasteczko:
  - Luboń
- wsie:
  - Borsukowo
  - Łachówka
  - Łachwa
  - Perynowo
  - Wobrub